# Ястребинцы
Ястребинцы (укр. Яструбинці) — село на Украине, находится в Ильинецком районе Винницкой области.
Код КОАТУУ — 0521284106. Население по переписи 2001 года составляет 544 человека. Почтовый индекс — 22736. Телефонный код — 4345.
Занимает площадь 2,28 км².

## Адрес местного совета
22735, Винницкая область, Иллинецкий р-н, с.Купчинцы, ул.Шевченко, 1